# Noé Pamarot
Noé Pamarot (ur. 14 kwietnia 1979 w Fontenay-sous-Bois) – francuski piłkarz występujący na pozycji obrońcy. Obecnie gra w Hérculesie.

## Kariera
Pamarot zawodową karierę rozpoczynał w klubie FC Martigues, grającym w Ligue 2. W tych rozgrywkach zadebiutował 13 września 1997 w wygranym 3:2 meczu z Amiens SC. W sezonie 1997/1998 zajął z klubem 21. miejsce w lidze i spadł z nim do trzeciej ligi. W Martigues grał jeszcze przez rok.
W lipcu 1999 roku podpisał kontrakt drugoligowym OGC Nice, a na początku września tego samego roku został wypożyczony do angielskiego Portsmouth, występującego w Division One. Pamarot spędził tam cały sezon 1999/2000 i w tym czasie zagrał w dwóch meczach ligowych. W maju 2000 powrócił do OGC. W sezonie 2001/2002 wywalczył z nim awans do pierwszej ligi. W Ligue 1 zadebiutował 3 sierpnia 2002 w przegranym 1:2 pojedynku z Le Havre AC. 29 stycznia 2003 w wygranym 1:0 spotkaniu z EA Guingamp zdobył pierwszą bramkę w trakcie gry w Ligue 1. W OGC Nice grał do sierpnia 2004.
Jego nowym klubem został angielski Tottenham Hotspur, do którego trafił za 2,4 miliona euro. W Premier League pierwszy mecz zaliczył 25 sierpnia 2004 przeciwko West Bromwich Albion (1:1). Pierwszego gola w trakcie gry w Premier League strzelił 2 października 2004 w wygranym 1:0 meczu z Evertonem. W Tottenhamie od czasu debiutu pełnił rolę rezerwowego. Przez półtora roku rozegrał tam 25 ligowych spotkań i zdobył jedną bramkę.
W styczniu 2006 podpisał kontrakt z również grającym w Premier League Portsmouth, w którym występował już w sezonie 1999/2000. W 2008 roku zdobył z klubem Puchar Anglii, po pokonaniu w jego finale 1:0 Cardiff City. 30 czerwca 2009 kontrakt Pamarota z Portsmouth wygasł, po czym odszedł z klubu do Hérculesa.